# Matt Anand
Matt Anand (Calgary, 1 oktober 1971) is een voormalig Canadees wielrenner.

## Belangrijkste overwinningen
1993
- Canadees Kampioen op de weg, Elite

1995
- Canadees Kampioen op de weg, Elite

1997
- Proloog Killington Stage Race
- Québec-Montréal

1998
- Wally Gimber Trophy
- Cliff Smith Memorial
- 1e etappe Reddings 3-Days

1999
- Woodfords
- Copperopolis
- Milton
- Carson Valley

## Tourdeelnames
geen